# Museo de Sitio Castillo de Niebla
El Museo de Sitio Castillo de Niebla conocido también como el Castillo de Niebla o Fuerte de Niebla, fue inaugurado el 1 de febrero de 1993.  Es un museo chileno que administra desde la perspectiva museológica el Castillo de la Pura y Limpia Concepción de Monforte de Lemos, siendo una de las principales atracciones turísticas de la Región de Los Ríos y uno de los museos que tiene la mayor cantidad de visitantes, entre aquellos que son administrados por el Servicio Nacional del Patrimonio Cultural.
El Castillo de Niebla fue declarado Monumento Histórico en 1950, y su zona de protección se amplió en 1991. En 1992, la Dirección de Archivos y Museos, con el apoyo del gobierno español, construyó un edificio administrativo, restauró la Casa del Castellano, las cureñas y los merlones de la batería, y se llevó a cabo la primera excavación científica en el sitio. 
Actualmente, el castillo funciona como un museo de sitio, reabierto al público tras importantes trabajos de restauración y remodelación finalizados en 2015.
Se reconoce como un espacio de encuentro que tiene como misión estudiar, conservar y gestionar el patrimonio cultural asociado al monumento para consolidar un eje de desarrollo de la comunidad, poniendo en valor el lugar que ha ocupado el sistema de fortificaciones y el estuario del río Valdivia en la historia. 

## Antecedentes
El museo está ubicado en la región de Los Ríos. La región tiene una superficie de 18 429,5 km², equivalente a 1782 511 ha y que representa el 2,5% de la superficie del país. Administrativamente está dividida en 2 provincias y 12 comunas, entre las cuales Valdivia es la capital regional y de la provincia del mismo nombre. La geografía del territorio está atravesada por una extensa red de ríos y lagos, que se destacan por su condición de navegabilidad. 
En este contexto, con una superficie total de 2.8 hectáreas aproximadamente, el museo se ubica en la localidad de Niebla, en la costa de Valdivia, a 18 kilómetros al suroeste de la ciudad, sobre la ribera norte de la desembocadura del Río Valdivia. De acuerdo al último censo realizado en el año 2017, la comuna de niebla tiene una población de 5.825 habitantes, es la localidad costera más próxima a la ciudad y también su balneario más importante.

### Información general del recinto
- El acceso al Castillo es gratuito y cuenta con un sistema de pasarelas instaladas en el recorrido que permite acceder a gran parte del Monumento. Para personas con movilidad reducida, se dispone de una silla de ruedas que puede ser solicitada en la caseta de vigilancia del recinto.
- El museo se encuentra abierto todos los feriados del año, menos los feriados irrenunciables: 1 de enero, 1 de mayo, 18 y 19 de septiembre, 25 de diciembre.
- Extensión horaria verano: de 10:00 am a 18:00 pm de martes a domingo.
- Extensión horario invierno: de 10:00 am a 17:00 de martes a domingo.
- Los días lunes se encuentra cerrado por mantención.
- El Castillo no cuenta con una cafetería ni un área para la venta o consumo de alimentos, pero en las cercanías hay restaurantes, ferias locales y comercio.

### Museo de Sitio Castillo de Niebla fue premiado en Concurso Funciona 2023

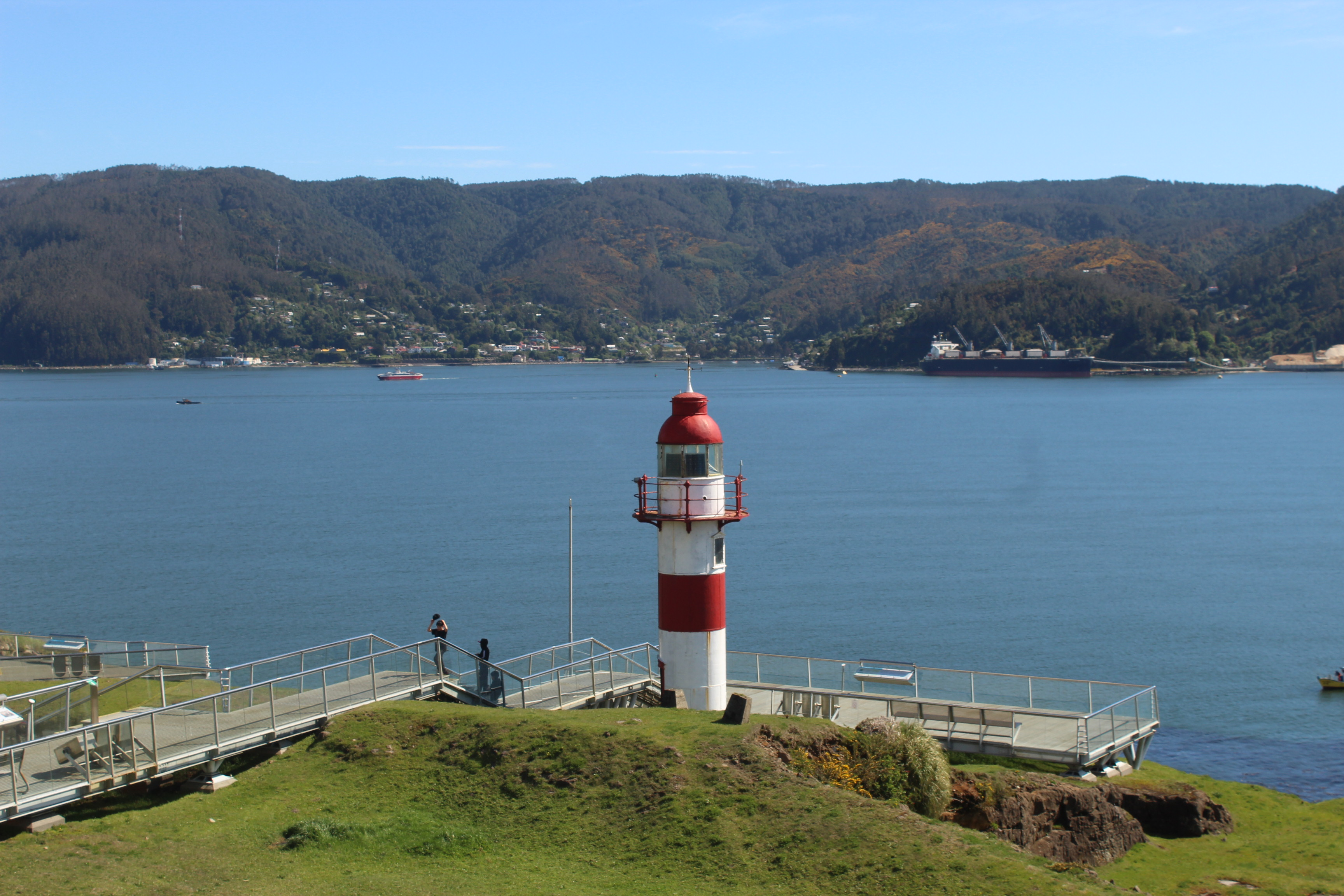
Faro ubicado dentro del Fuerte Niebla.

El Museo de Sitio Castillo de Niebla fue ganador del Concurso Funciona 2023 en la categoría de servicios públicos con presencia regional, gracias a su proyecto “Hacia un museo 2.0: Gestión participativa e interacción en la experiencia de visita". Este proyecto destacó por su enfoque en la valorización del patrimonio histórico, la accesibilidad y la educación cultural.
El museo recibió la mayor votación del público en su categoría, compitiendo con otros servicios regionales. Se resaltó su compromiso con la participación ciudadana y la integración de tecnologías accesibles. Como parte de los premios, el museo podrá acceder a un programa de apoyo y acompañamiento (coaching), diseñado para ayudar a su equipo a fortalecer las capacidades de innovación, mejorar su estrategia y fomentar una cultura de innovación en la organización.
Este apoyo, junto con su proyecto de mejorar la experiencia de los visitantes, les permitirá seguir avanzando en ofrecer mejores servicios para quienes visiten tanto el Fuerte como el museo.

### El monumento

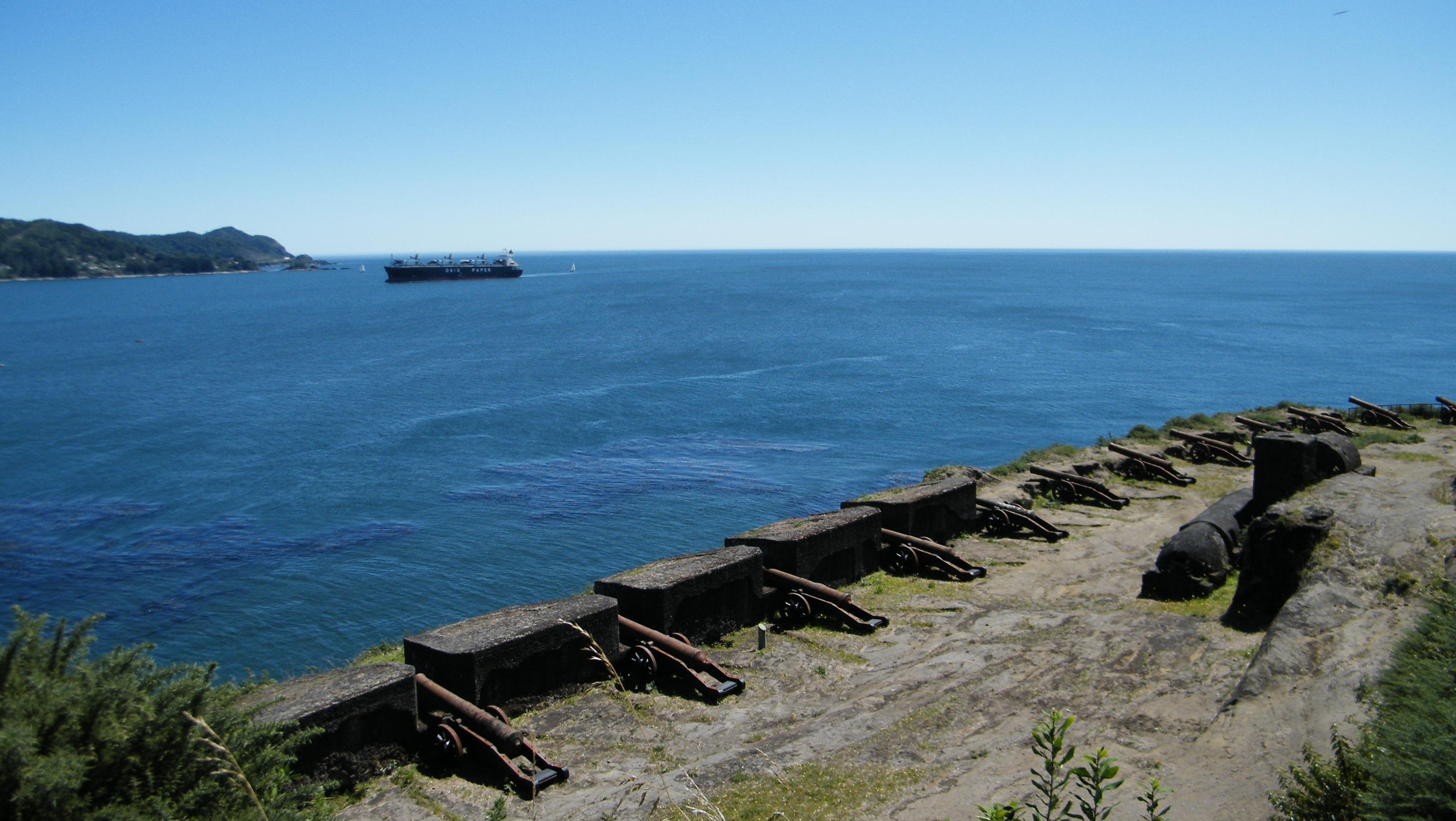
Batería reconstruida

El Castillo de la Pura y Limpia Concepción de Monforte de Lemos es una fortificación que perteneció a la Monarquía Católica, construida bajo órdenes de sus ingenieros partir de la repoblación hispánica del territorio en 1645. Desde el siglo XVII y fundamentalmente durante la segunda mitad el siglo XVIII, se consolidó como una más de las grandes construcciones del sistema defensivo del Mar del Sur. Por entonces, la bahía de Corral y el norte de la isla grande de Chiloé, se convirtieron en el denominado Antemural del Pacífico por su ubicación estratégica en lo que respecta a la defensa del virreinato peruano.
Niebla se relacionó estratégicamente con los Castillos San Pedro de Alcántara en Mancera, Castillo de San Sebastián de la Cruz en Corral y Castillo San Luis de Alba en Amargos; así como con el Castillo San Luis de Alba de Cruces, todas fortificaciones vinculadas a partir del estuario del Río Valdivia. Estas construcciones, junto a otras menores del territorio, pertenecen a lo que se ha conocido como "Escuela de la Fortificación Permanente Abaluartada Hispano-Americana", surgida como variación local de las normas desarrolladas en Europa para este tipo de construcciones. Gabriel Guarda señala que «el título de castillo corresponde al rango más elevado, dentro de las fortificaciones permanentes abaluartadas». 
Durante la edificación del Castillo de Niebla se utilizaron materias primas locales y otras importadas, entre ellas, cancagua, piedra laja, greda, "paja ratonera", madera de alerce y piedra pizarra, así como cal y ladrillo. Su estructura actual más relevante es la batería, baluartes y foso externo, así como las ruinas de ciertas construcciones habitacionales y funcionales, cuya forma se debe principalmente a los trabajos proyectados por el ingeniero Juan Garland y White entre 1770-1774 y Manuel Olaguer Feliú entre 1792-1807. 
Posterior a la independencia y la incorporación de este territorio a la república de Chile, el sitio quedó en un abandono prolongado hasta la primera mitad del siglo XX, cuando fue utilizado para ejercicios militares por parte del ejército de Chile. A mediado de ese siglo fue reconstruido parcialmente en al menos dos ocasiones por el Ministerio de Obras Públicas, a través del trabajo de Roberto Montandón, y en 1950 fue declarado Monumento Histórico Nacional, ampliándose su declaratoria en 1991.
En el marco de la conmemoración del V Centenario de la llegada de Colón a América, se determinó que la administración del monumento quedase bajo responsabilidad de la Dirección de Bibliotecas, Archivos y Museos (DIBAM- hoy Servicio Nacional del Patrimonio Cultural) a través de la creación de un Museo de Sitio que conservara, contextualizara y generara investigación científica para constituir un eje de desarrollo de la comunidad. De esta forma, el Castillo, que estaba administrado desde 1980 por la Ilustre Municipalidad de Valdivia, pasó a ser oficializado como un Museo de Sitio dependiente de la Subdirección Nacional de Museos, tras confirmarse su destinación en marzo de 1993. Un año antes se reconstruyó la Casa del Castellano, las cureñas y merlones de la batería; y realizó la primera excavación científica en el sitio, que fue seguida de otra realizada en el año 1994, de las cuales se obtuvieron los primeros objetos que constituirían entonces la colección basal del nuevo museo.

### Historia del museo

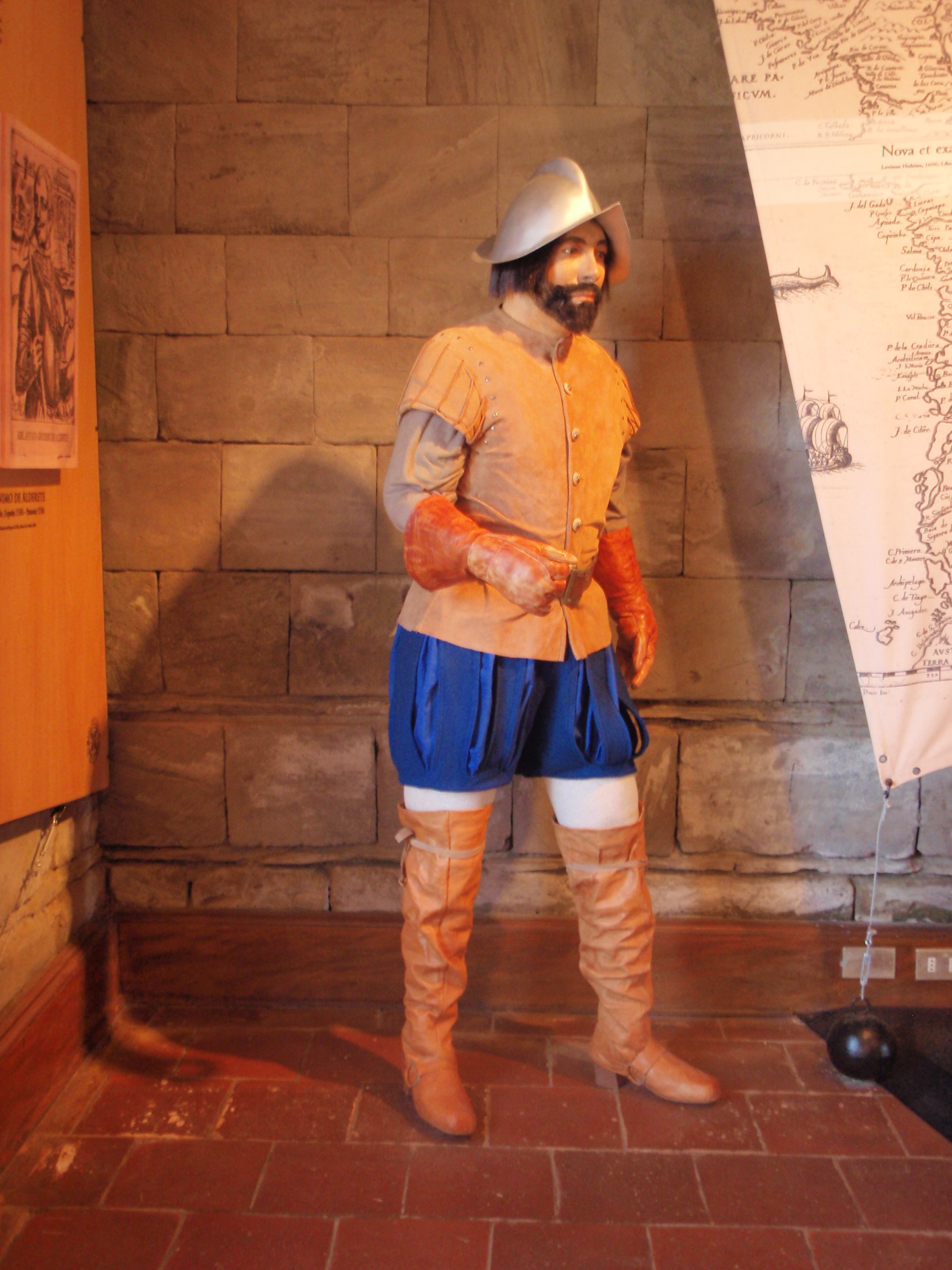
Réplica soldado español con yelmo

El Museo de Sitio Castillo de Niebla fue inaugurado el 1 de febrero de 1993. En 1998 se construyó el edificio administrativo aledaño sobre los cimientos de las antiguas oficinas de servicios municipales (información turística, teléfono público, baños y correo, entre otros). Durante el año 2000 se implementó allí, además, una biblioteca. Entre los años 2003 y 2006 un equipo multidisciplinario realizó una investigación financiada por la Subdirección Nacional de Museos que permitió la implementación de la actual museografía permanente, inaugurada en febrero de 2007. De esta destacan paneles informativos en forma de velamen, la propuesta de maniquís vestidos según la época, una maqueta del puerto a gran escala, entre otros. 
Se han gestionado diversas intervenciones externas para la conservación del monumento. Por ejemplo, con posterioridad al terremoto de 2010 se realizaron por la Dirección de Obras Portuarias estudios relativos al socavón que afecta el área bajo la batería de cañones. Anteriormente, el socavón, de 3 a 4 metros de profundidad, obligó al cierre de la batería para evitar daños tanto al monumento como a la integridad de sus visitantes (2005). Asimismo se han realizado otras obras menores para el mejoramiento del recorrido aunque la intervención más destacada se produjo entre los años 2013 y 2015, cuando a través del Programa Puesta en Valor del Patrimonio (BID–GORE) se ejecutó el proyecto que instaló pasarelas aéreas para atenuar el daño que el alto tráfico de visitantes estaba ocasionando. Esta etapa significó el cierre del museo durante 22 meses e implicó una inversión de más de 4.200 millones de pesos.
Las etapas de trabajo arqueológico desarrolladas en función de esas intervenciones nutrieron también la colección del museo, pues fueron halladas diversas piezas cerámicas así como gran cantidad de material constructivo (ladrillos, tejas y cancagua canteadas).
En 2015, al primer año de la reapertura, el museo recibió 398.071 visitantes, liderando la estadística de los museos regionales y perfilándose dentro de los tres museos más visitados en Chile. 
Por medio de un convenio con Contraloría General de la República, en 2016 comenzó a funcionar en la ciudad de Valdivia el Centro de Interpretación de Todas las Aguas del Mundo, sala de exhibición interactiva que depende del área de extensión del Museo y que contribuye a posicionar al río Valdivia como eje articulador de la historia local.

### Exhibición permanente
Las instalaciones del fuerte de Niebla incluyen pasarelas al aire libre que conducen a los siguientes miradores: 
1. Mirador Cisterna.
2. Mirador Patio de Armas.
3. Mirador Patio de Armas Sur.
4. Mirador Cañones.
5. Mirador Cuatro Vientos.
6. Mirador Sur y Vertiente.

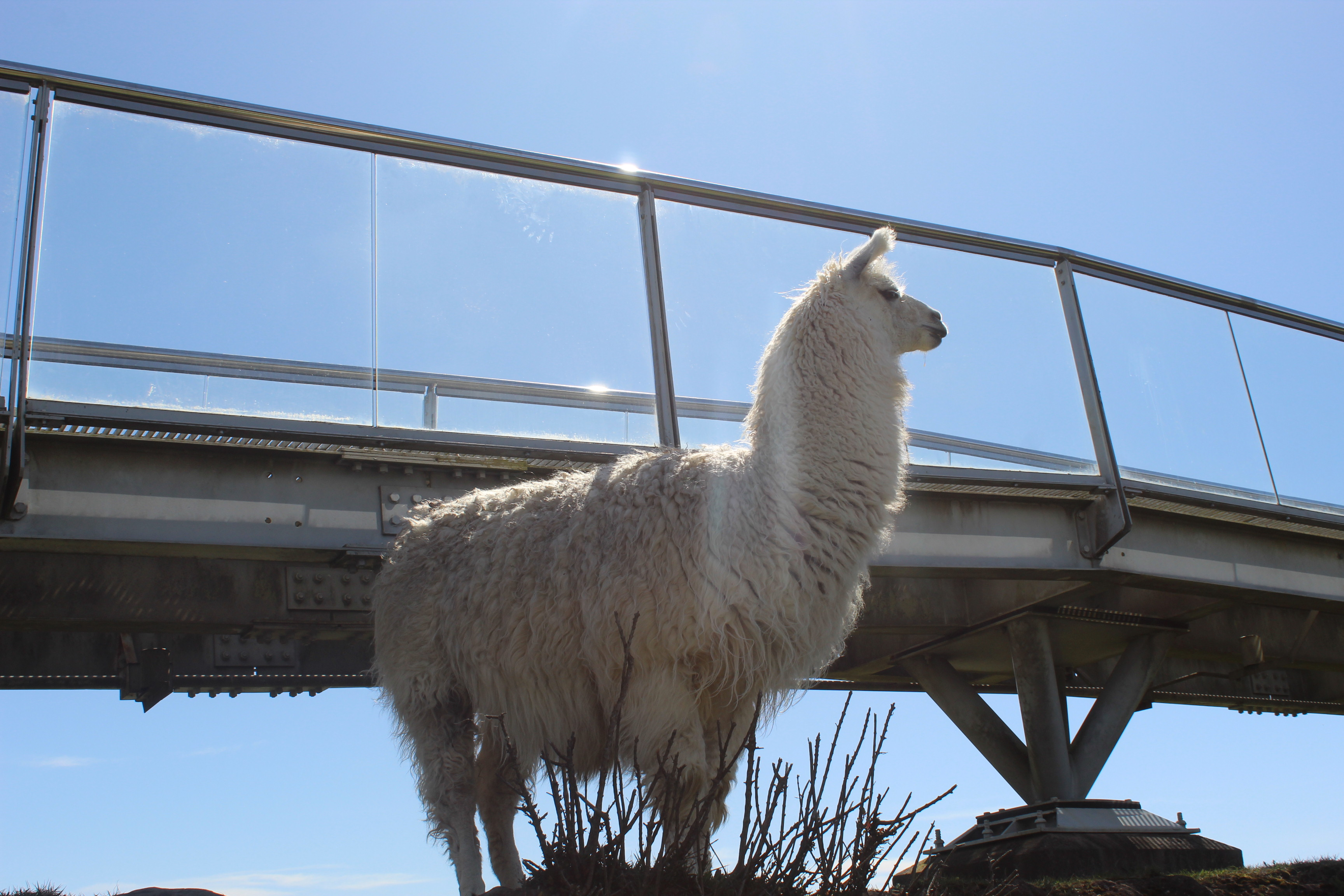
Mito el Llamito

También, uno de los atractivos es Mito el Llamito, una llama que nació en un criadero de llamas de Valdivia, que como animal rumiante, se alimenta de diversos pastos y vegetales, contribuyendo a la mantención de las áreas verdes del monumento. Mito el Llamito recibe periódicamente cuidados por profesionales del Instituto de Ciencias Clínicas Veterinarias de la Universidad Austral de Chile.
El museo cuenta con un espacio que presenta una exhibición museográfica permanente, ubicada en la edificación llamada "casa del castellano". Esta exhibición combina objetos, láminas con ilustraciones y textos de la época, que ilustran la historia y características del Castillo de Niebla y de las demás fortificaciones de Bahía de Corral con la intención de presentar las múltiples voces de quienes vivieron cada periodo.
- Sala 1. Presenta una visión general de la época de las navegaciones europeas de navegación y el establecimiento de la Monarquía en el sur del reino de Chile, junto con el asentamiento de estos viajantes fundando la ciudad de Valdivia; el conflicto con los habitantes originarios de la zona y el alzamiento mapuche de finales del siglo XVI, que termina con la destrucción de Valdivia y el abandono por parte de los españoles; posteriormente le sigue la incursión holandesa del año 1643, finalizando con la edificación del fuerte de Bahía de Corral y la refundación de Valdivia en el año 1647.
- Sala 2. Contiene una maqueta de la bahía de Corral con la ubicación de los castillos y fuertes.
- Sala 3. Representa la vida de la localidad durante el siglo XVIII y menciona los ingenieros y las principales características de la construcción de cada fuerte. Esta maqueta contiene mapas y textos que tratan estos temas.
- Sala 4. Es una breve reseña de las fortificaciones y la ciudad a finales del siglo XVIII. Por otra parte incluye una representación del desembarco de Lord Cochrane que acabó con la presencia hispánica en el Castillo.

También posee una quinta sala destinada para exhibiciones temporales.

## Colecciones

### Fotográfica.
Es el Archivo Gilberto Provoste, colección de imágenes de Chiloé, Puerto Montt y Coyhaique de mediado del siglo XX, así como álbumes con fotografías de autor de paisajes rurales al sur de Chile.

### Arqueológica
Material de estudio resultante del rescate arqueológico de tres campañas específicas en el Monumento Nacional Castillo de Niebla, adicional a una en Valdivia (Contraloría) y una subcolección que mantiene elementos en custodia.

### Armas y Armamentos
Cañones de la batería del Castillo, además de balas y balines de diversos tamaños.

### Herramientas y utensilios
Selección de objetos museables provenientes de la colección arqueológica, así como otros elementos relacionados con la vida cotidiana en los castillos.

### Libros y documentos
Reúne donaciones de libros y documentos de valor patrimonial, asociados a la historia de los Castillos y el estuario del río Valdivia